# Ophiacantha antarctica
Ophiacantha antarctica är en ormstjärneart som först beskrevs av George Richard Lyman 1879, och fick sitt nu gällande namn av sensu Mortensen 1936. Ophiacantha antarctica ingår i släktet Ophiacantha och familjen knotterormstjärnor. Inga underarter finns listade i Catalogue of Life.